# Северное побережье (газета)
«Се́верное побере́жье» (эст. Põhjarannik) — двуязычная (на эстонском и русском языках) газета Северо-Востока Эстонии. Выходит пять раз в неделю со вторника по субботу.
Пять раз в неделю выходят ежедневные газеты «Põhjarannik» и «Северное побережье»; один раз в неделю — «Нарвская неделя». С 25 ноября 2010 года на русском языке издается бесплатная 16-полосная ежемесячная газета «Северное побережье-Экстра» (тираж 63 500 экз.), в которой дается обзор наиболее важных событий в жизни Эстонии. Целью этой газеты является создание единого информационного поля в Эстонии.
Газета доставляется русскоязычным читателям 10 городов Вирумаа (Нарва, Кохтла-Ярве, Йыхви, Силламяэ, Нарва-Йыэсуу, Кивиыли, Пюсси, Раквере, Тапа и Кунда).
«Северное побережье» — член Эстонского союза газет.

## История
- 13 февраля 1945 года вышло приложение к газете «Советская Эстония» под названием «Больше сланца!» (приложение к эстонской газете «Rahva Hääl» — «Rohkem põlevkivi»).13 февраля 1945 года стало выходить приложение газеты «Rahva Hääl» и «Советская Эстония» в Кохтла-Ярве «Больше сланца». В первом номере много говорилось об образовании, специалистах и о необходимости их в краю сланца.
- С 17 апреля 1947 года газета выходит на эстонском языке г. Кохтла-Ярве «Kaevur». С сентября 1947 года и на русском языке («Шахтер»)[1].
- С 1 ноября 1960 года вышел первый номер газеты «Ленинское знамя» («Leninlik Lipp»), на базе объединения газеты «Kaevur» и газеты «Sotsialismi tee» (Путь социализма). Газеты «Ленинское знамя» и «Leninlik Lipp» выходили до декабря 1990 года.
- С 1975 по 1985 год газета оказывала информационную поддержку внедрению СГР и банков времени[2].
- С 21 декабря 1990 года вышел первый номер газеты на русском языке «Северное побережье».
- 25 ноября 2010 года вышел первый номер ежемесячной газеты на русском языке «Северное побережье-Экстра».

### Редакторы
- Савва Кривоногов — редактор газеты «Шахтер», а потом газеты «Ленинское знамя» до сентября 1966 года.
- Эрих Шмидер[3] — редактор газеты «Ленинское знамя» с октября 1966 года по декабрь 1979 года.
- Леонид Слепак — редактор газеты «Ленинское знамя» с 1980 по 1984.
- Лидия Толмачева — редактор газеты «Ленинское знамя» с 1985 по 1990 годы.
- Кайе Нагельман — редактор газеты «Ленинское знамя» до 31 июля 1990 года. С 21 декабря 1990 года по июнь 2010 года — главный редактор газеты «Северное побережье» («Põhjarannik»).
- Эрик Гамзеев — главный редактор газеты «Северное побережье» («Põhjarannik») с июня 2010 года.

### Награды сотрудникам
- Эрика Праве — премия ЮНЕСКО
- Эрик Гамзеев — премия Союза газет Эстонии (2 раза), Орден Белой звезды V класса (2011), Журналист года Эстонии (2020)
- Эрик Калда — премия Союза газет Эстонии (3 раза), Орден Белой звезды V класса
- Тийа Линнард - премия Союза газет Эстонии (1 раз)